# Calm After the Storm

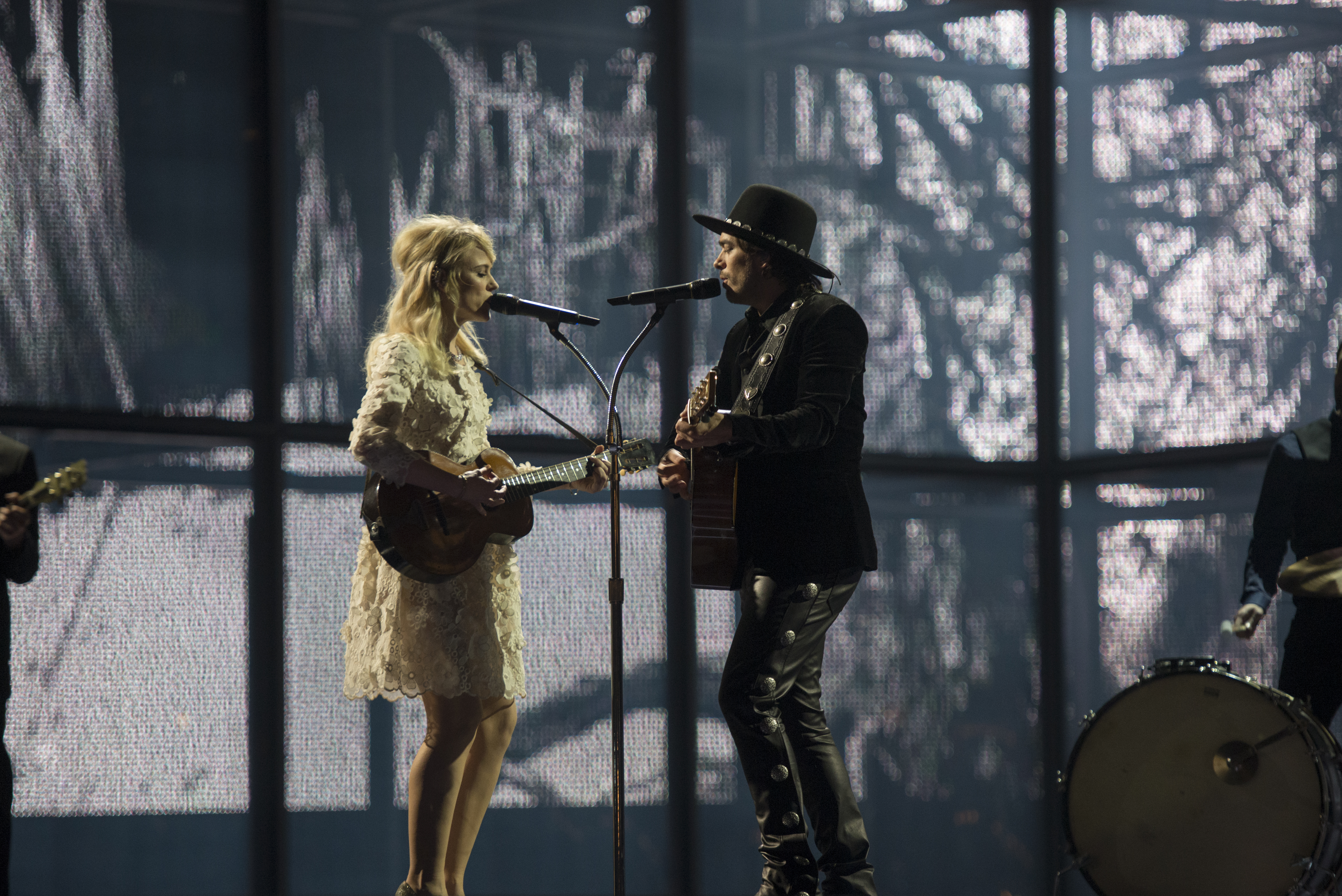
The Common Linnets виконує пісню "Calm After the Storm" під час першої репетиції в костюмах перед першим напівфіналом на Пісенний конкурс Євробачення 2014

«Calm After the Storm» (укр. «Тиша після бурі») — пісня нідерландського гурту «The Common Linnets», з якою він представляв Нідерланди на пісенному конкурсі Євробачення 2014 у Копенгагені, Данія. У фіналі конкурсу пісня набрала 238 балів і посіла 2 місце.